# Yo, José Gabriel
Yo, José Gabriel, es un programa de televisión de entrevistas colombiano emitido por Canal RCN.
Este programa está caracterizado por entrevistar a grandes celebridades, artistas, deportistas y políticos llevando las novedades de sus referencias biográficas. El programa está basado en los programas de medianoche de David Letterman y Jay Leno. Es el primer programa nocturno de más larga duración desde que se lanzaron los canales privados nacionales en 1998. 
Se ha transmitido en tres etapas con distintos nombres: en Canal RCN (2 etapas) entre 1998 y 2007 y de 2019 al presente como: Yo, José Gabriel, en Canal 1 (1 etapa) entre 2007 y 2010 como: José Gabriel y en Caracol Televisión (1 etapa) entre 2010 solamente como: El programa de José Gabriel.

## Entrevistas
José Gabriel ha entrevistado a una cantidad de artistas y personajes de la farándula, entre otros famosos, entre estos son:
- Jaime Garzón
- Juan Gossaín
- Diomedes Díaz
- Celia Cruz
- José Pardo Llada
- Jaime Bayly
- Teresa Gutiérrez
- Gloria Valencia de Castaño
- Ana María Orozco (Betty, la fea)
- Mario Duarte (Nicolás Mora)
- Óscar Córdoba
- Chayanne
- Amparo Grisales
- Jorge Enrique Abello
- Rafael Escalona
- Julio Iglesias
- Paola Turbay
- Shakira
- Karol G
- Andrés López
- Paulina Rubio
- Mark Tacher
- Iván Mejía Álvarez
- José Ordóñez Jr.
- Édgar Perea
- Aura Cristina Geithner
- Natalia Ponce de León
- Margarita Rosa de Francisco
- Jota Mario Valencia
- Alci Acosta
- Marbelle
- Laura Pausini
- Jorge Barón
- Fernando Gaitán
- Darío Gómez
- Tulio Zuluaga
- Rigoberto Urán
- Andrea Guerrero
- Ricardo Henao
- Robinson Díaz
- Felipe Arias
- Inés María Zabaraín
- William Vinasco
- Sofía Gómez Uribe
- Juliette Pardau
- Julián Román
- Juan Ricardo Lozano Alerta
- Marcelo dos Santos
- Gonzalo Vivanco
- Geraldine Zivic
- Alberto Plaza
- Piso 21
- Herencia de Timbiquí
- Greeicy
- Mike Bahía
- Camilo Pardo